# Heinrich Schultze
Adolph Heinrich Albert Schultze (* 11. Juni 1816 in Spandau; † 1. Januar 1901 in Freiburg im Breisgau) war ein deutscher Jurist und Politiker.

## Leben
Schultze studierte bis 1837 Rechtswissenschaften an der Universität Breslau. Von 1839 an arbeitete er als Auskultator, seit 1839 als Referendar beim Oberlandesgericht Breslau, dann als Regierungsreferendar. Seit 1841 war er in Oppeln tätig, ein Jahr später als Regierungsassessor in Breslau, später als Oberzollinspektor beim Hauptzollamt in Liebau. Von 1853 bis 1861 war er als Regierungsrat zunächst beim Provinziallandesdirektorium für die Rheinprovinz in Köln, seit 1858 bei der Regierung in Potsdam tätig. Von 1861 bis 1865 arbeitete er als vortragender Rat und Geheimer Finanzrat im preußischen Finanzministerium in Berlin. Von 1865 bis 1867 war er preußischer Bevollmächtigter bei der Zollverwaltung in Frankfurt am Main. Von 1867 bis 1886 arbeitete er als Provinzialsteuerdirektor in Kassel. Er verlebte seit 1886 seinen Ruhestand in Freiburg im Breisgau.
Vom 18. Mai 1848 bis 24. Mai 1849 war Schultze für den Wahlkreis der Provinz Schlesien in Landeshut Mitglied der Frankfurter Nationalversammlung in der Casino-Fraktion.